# Homalomena
Homalomena es un género con 157 especies de plantas con flores de la familia Araceae.

## Descripción
Homalomena se encuentran principalmente en Asia meridional y el Pacífico sudoccidental, pero también hay algunas especies propias de América del Sur. Muchas especies tienen un fuerte olor a anís.

## Taxonomía
El género fue descrito por Heinrich Wilhelm Schott y publicado en Meletemata Botanica 20, en 1832.

#### Etimología
Homalomena: nombre genérico compuesto que se deriva de la combinación de los dos vocablos griegos όμαλός (homalós); "plano", y μήνη (méne); "luna", derivado de una traducción incorrecta del nombre vulgar de la planta en idioma malayo, refiriéndose a la forma de luna creciente del espádice de las especies del género.

## Especies seleccionadas
- Homalomena aromatica
- Homalomena burkilliana
- Homalomena cochinchinensis
- Homalomena cordata
- Homalomena griffithii
- Homalomena hooglandii
- Homalomena humilis
- Homalomena lindenii
- Homalomena magna
- Homalomena megalophylla
- Homalomena minutissima
- Homalomena occulta
- Homalomena peekelii
- Homalomena pendula
- Homalomena rubescens
- Homalomena tonkinensis
- Homalomena wallichii